# V400 Возничего
V400 Возничего (лат. V400 Aurigae) — одиночная переменная звезда в созвездии Возничего на расстоянии приблизительно 2212 световых лет (около 678 парсеков) от Солнца. Видимая звёздная величина звезды — от +11,7m до +11,1m.

## Характеристики
V400 Возничего — красный гигант, пульсирующая полуправильная переменная звезда (SR) спектрального класса M: или M2,5. Радиус — около 177 солнечных. Эффективная температура — около 3615 K.